# Шуко
Шуко је колоквијални назив за утикаче и утичнице наизменичне струје дефинисане стандардима CEE 7/3 (утичница) и CEE 7/4 (утикач). Шуко утикач има две заобљене игле пречника по 4,8 mm и по 19 mm дужине са размаком између игала од 19 mm и са доње и горње стране има две идентичне узане металне површи за уземљење. Утичница је дубине 17,5 mm. Још једна заштитни начин шукоа се огледа у томе што при спајању утикача и утичнице контакте најпре остварују контакти за уземљење.  Као и већина европских утичница и шуко утичница се може упарити са europlug утикачем.
Schuko је скраћеница од немачке речи Schutz-Kontakt што у дословном преводу на српски значи „заштитни контакт” и сугерише да има уземљење. Уобичајена је употреба шукоа на електричним колима од 230 V, 50 Hz и до 16 ампера.